# Paraphaenocladius tonsuratus
Paraphaenocladius tonsuratus är en tvåvingeart som beskrevs av Ole Anton Saether och Wang 1995. Paraphaenocladius tonsuratus ingår i släktet Paraphaenocladius och familjen fjädermyggor.
Artens utbredningsområde är Ontario. Arten har ej påträffats i Sverige. Inga underarter finns listade i Catalogue of Life.